# Революционное движение 13 ноября
Революционное движение 13 ноября (исп. Movimiento Revolucionario 13 Noviembre) — левое партизанское движение в Гватемале.

## Организация
MR-13 было основано в 1960 году после неудавшейся попытки переворота прогрессивно настроенных военных, имевшей место 13 ноября 1960 года и подавленной за 3 дня с помощью танков, ВВС и полицейских сил. Движение возглавили офицеры гватемальской армии Луис Турсиос Лима, Марко Антонио Йон Соса и Луис Трехо Эскивель. Также ушли в партизаны и вступили в М-13 офицеры Карлос Пас Техада, Алехандро де Леон Арагон, Артуро Чур дель Сид, Рафаэль Сесам Перейра, Сесар Силва, Аугусто Лоарка Аргуэта.

## Первые действия
26 февраля 1961 года группа офицеров из М-13 под руководством Турсиоса Лимы захватила Радио Интернасьональ и ровно в полдень выступила со своим манифестом «Кто мы, чего мы хотим и почему мы сражаемся», в котором, в частности, они заявили: «Мы часть народа, его вооруженного авангарда, называют нас партизанами, потому что мы выбрали горы для борьбы с оружием в руке против богатых и тех, кто их поддерживает: военных и полицейских… Мы крестьяне, рабочие и студенты, которые борются за то, чтобы в Гватемале не было более богатых, бедных, болезней, невежества, людей без земли. Мы хотим революцию. Революция означает глубокое преобразование жизни нашего народа. Мы армия бедных, народная армия».
6 марта 1961 года 23 бывших военнослужащих перешли гватемальскую границу и приступили к организации партизанского движения. 26 апреля Алехандро де Леон Арагон, один из основателей движения, был схвачен и убит политической полицией (ответственный за его смерть руководитель судебной полиции страны был казнён партизанами 24 января 1962 года) — после его гибели движение получило название «Алехандро де Леон — 13 ноября».
29 апреля 1961 года прошла первая наступательная операция партизан.

## Активизация партизанской войны
7 февраля 1962 года было достигнуто соглашение между лидерами MR-13 и руководством коммунистической Гватемальской партии труда во главе с Бернардо Альварадо Монсоном и студенческим «Движением 12 апреля» о создании Повстанческих вооружённых сил с назначением командующим Марко Антонио Йона Сосы.
Группа бывших офицеров решила вернуться в город Гватемалу для создания «городского фронта». В период с марта по апрель 1962 года они совершили диверсии, изымали оружие и деньги, сожгли американский нефтеперерабатывающий завод компании «Esso», а также поощряли восстания в воинских частях и переход военнослужащих на сторону партизан.
В январе 1963 года были созданы 3 партизанских фронта в разных департаментах страны: фронт «Аларик Беннет», который начал свою деятельность в горах Мико в муниципалитете Моралес департамента Исабаль — около 30 партизан под руководством Йон Соса; фронт «Мойсес Кило» под командованием Родолфо Чакона в департаменте Эль-Прогресо и фронт «Лас Гранадильяс» в департаментах Сакапа и Чикимула под командованием Луиса Трехо и Берналя Эрнандеса (около 25 партизан).
В марте 1963 года при поддержке США полковник Альфредо Перальта Асурдия свергнул правительство генерала Идигораса. Внутренняя политика ещё более ужесточилась.
В это время с конца 1963 года имели место серьёзные трения между сторонниками Йона Сосы (с его троцкистскими и маоистскими симпатиями) и представителями марксистско-ленинской ГПТ и Турсиоса Лимы. В январе 1965 года дошло до раскола, но противников Йона Сосы поддержало абсолютное большинство партизан. Он продолжал свои действия до конца 1967 года практически в изоляции от остальных антиправительственных сил.
В июле 1965 года погиб видный деятель MR-13 полковник Аугусто Висенте Лоарка. В апреле 1966 года сторонники троцкистских взглядов (около 60 человек) были окончательно изгнаны из рядов организации, а глава движения Луис Турсиос Лима вошёл в ряды ГПТ.
В 1966 году в рядах движения сражаются отряды сандинистов под командованием Оскара Турсиоса, Хорхе Герреро и Эдмундо Переса.
Неоднократно с целью обмена на арестованных партизан и подпольщиков похищались видные деятели режима (например, пресс-секретарь президента страны, вице-президент Конгресса, глава Верховного Суда Гватемалы).

## Окончание деятельности
Тем не менее, в 1966—1967 гг., в ходе правительственных антипартизанских операций, к которым присоединились «эскадроны смерти», MR-13 понесло значительные потери, сельские фронты были фактически разгромлены, в том числе были убиты многие ключевые фигуры, включая главу движения Луиса Турсиоса Лиму. В операциях участвовало более 6000 военнослужащих при поддержке артиллерии и ВВС, проводились массовые бомбардировки и карательные рейды на уничтожение как партизан, так и партизанской инфраструктуры и сочувствующего населения. В марте 1967 года было выпущено коммюнике, в котором говорилось об окончательном уничтожении партизанского движения. Террор и карательные акции армии и экстремистских правых группировок «эскадронов смерти» под непосредственным руководством американских советников привели к потере поддержки партизан среди населения из-за страха сотрудничества. По оценкам, около 3 000 человек погибли от антипартизанского террора в период с 1966 по 1968 год (за десятилетие с 1966 года — 13 400 похищений и убийств). Однако уже в 1968 году MR-13 снова было отмечено в докладе ЦРУ, так как на короткое время движение сконцентрировалось всего в нескольких районах в стране, вынуждено объединилось со сторонниками Йона Сосы и доверило ему пост главнокомандующего. После этого активизировались террористические акты, были убиты несколько гватемальских генералов, военный и военно-морской атташе посольства США, а затем и посол США Джон Гордон Мейн.
Однако в 1969 году движение вновь вышло из Повстанческих вооруженных сил.
В мае 1970 года погиб Йон Соса. В 1971 году против MR-13 была проведена крупная войсковая операция, подорвавшая силы движения. И хотя MR-13 продолжала самостоятельную партизанскую деятельность до 1973 года, она потеряла своё влияние, в то время как набирала силу организованная в 1972 году Партизанская армия бедняков.